# Schützenstraße 1 (Coburg)

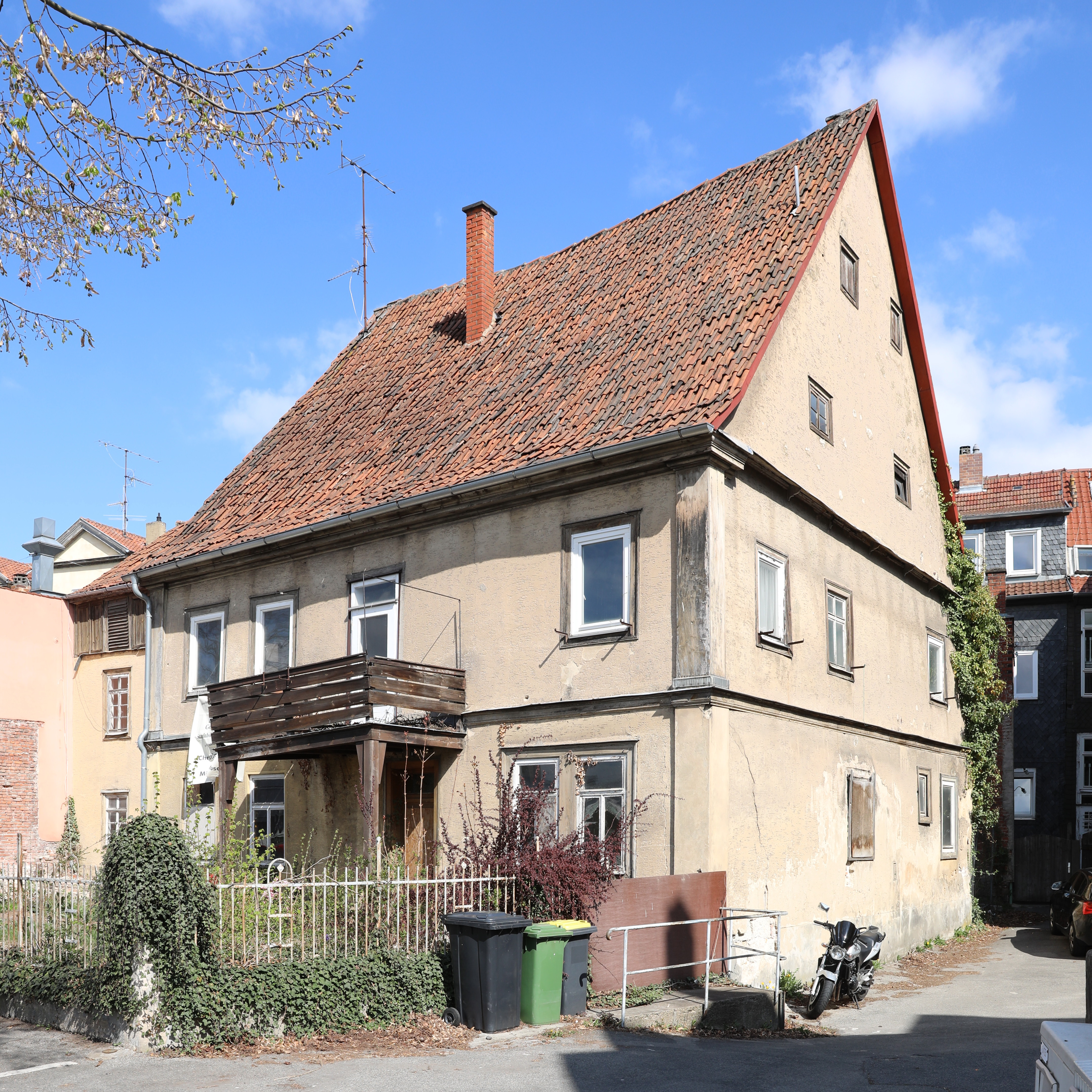
Schützenstraße 1 in Coburg

Das Wohnhaus Schützenstraße 1 in Coburg stammt aus dem 17. Jahrhundert. Das denkmalgeschützte Anwesen mit einer ehemaligen Werkstatt diente bis ins 19. Jahrhundert dem Färberhandwerk.

## Baugeschichte
Das zweigeschossige Gebäude entstand im Kern im 17. Jahrhundert am damaligen südlichen Stadtrand. Eine dendrochronologische Untersuchung datierte es auf das Jahr 1602. Im Jahr 1657 wurde das Gebäude als Amtslehen genannt und 1675 folgte erstmals die Erwähnung eines Schwarzfärbers als Hauseigentümer. Das Wasser für das Waschen, Beizen, Spülen und Färben der Textilien kam aus einem vorbeifließenden Wassergraben der Ketschenvorstadt. Die Eigentümer ließen 1811 die Färberwerkstatt Richtung Westen erweitern. Der Färbermeister Ernst Sippel veranlasste 1860 eine Neugestaltung der südlichen Fassade und 1863 eine Aufstockung des Erweiterungsbaues von 1811 um zwei Stockwerke mit Trockenböden. Das Handwerk der Färberei, das mit starken Gewässerverunreinigungen verbunden war, wurde bis Ende des 19. Jahrhunderts betrieben. Ein Kaufmann erwarb 1901 das Anwesen und nutzte es für eine Mehlgroßhandlung.
Im Jahr 2022 soll das Wohnhaus zu Studentenwohnungen umgebaut werden.

## Architektur
Das zweigeschossige, traufständige Wohnhaus hat ein Satteldach. Auf einem massiven Sockel steht die Fachwerkkonstruktion des Erdgeschosses. Über einem profilierten Holzgesims ist die leicht zurückgesetzte, verputzte Fachwerkfassade des Obergeschosses angeordnet. Die Fassadengestaltung mit fünf gleichmäßigen Achsen und mittlerem Eingang zur Schützenstraße sowie toskanischen Eckpfeilern stammt aus dem Jahr 1860. Die östliche Giebelseite ist entsprechend der Raumanordnung unregelmäßig durchfenstert. Der Westgiebel ist verschiefert und besitzt oben zwei Holzläden zur Nutzung als Trockenboden. Die westlich an das Wohnhaus nachträglich angebaute Färberei hat vier Achsen und wurde 1863 um ein Fachwerkobergeschoss und den Trockenboden mit Holzwänden und Lamellenläden aufgestockt.